# Осада Пскова (1480)
Осада Пскова 1480 года — эпизод русско-ливонской войны 1480—1481 годов.

## Военная предыстория
С начала года ливонцы, возглавляемые магистром Бернхардом фон дер Борхом, успели захватить и вырезать Вышгородок и Кобылий Городок. Менее успешными были их действия против Изборска и Гдова. Ответные действия присланных Иваном III войск заключались в уничтожении крепости Омовжа и разорении округи Дерпта (Юрьева). Однако великокняжеские войска были вскоре отозваны в связи с мятежом братьев Ивана III. В последующие месяцы все военные силы Москвы были брошены на южные оборонительные рубежи в свете ожидаемого вторжения хана Ахмата.
Решив, что настал очень благоприятный момент, фон дер Борх направил большое войско на Псков, подвергая опустошению псковские волости. В городе военными делами управлял князь Василий Васильевич Гребёнка Шуйский. Псковичи предварительно сожгли посад в Завеличье, где впоследствии стал лагерем фон дер Борх. Ещё одной мерой стало укрепление застав на бродах через реку Великую, чтобы враг не обошёл город с тыла.

## Осада
Осада Пскова началась 20 августа 1480 года. По данным немецких хроник, численность ливонского войска доходила до ста тысяч, что, скорее всего, является преувеличением. Однако известно, что с ливонским войском шло много плохо вооружённых и не обученных военному делу крестьян. Борх отверг какие-либо мирные переговоры и начал артиллерийский обстрел псковских укреплений. Это новое для псковичей явление вызвало панику и попытки бежать из города среди частей населения, в том числе среди высших должностных лиц. Однако, в целом, в городе сохранялся порядок. Через некоторое время, дождавшись прибывших на шнеках людей союзного фон дер Борху дерптского епископа, ливонские войска перешли в наступление. Нагрузив в каждую шнеку по сотне или более воинов, немцы переплыли реку ниже крепости, в Запсковье. Чтобы отвлечь псковичей, против крепости были посланы брандеры — суда, наполненные зажжённым горючим материалом. Параллельно продолжался артиллерийский обстрел Пскова.
Однако несмотря на все ухищрения, ливонцы не смогли закрепиться на противоположном берегу Великой. Псковичи упорно оборонялись, атаковали войска магистра и сбросили их в реку. После этого фон дер Борх снял осаду и отступил в пределы Ливонии. По данным летописей, фон дер Борх простоял под Псковом в целом пять дней.

## Значение
Успешная оборона Пскова собственными силами сыграла исключительно важную роль в условиях вынужденного отсутствия великокняжеских войск. Через несколько месяцев после ухода Ахмата с Угры высвободившиеся полки Ивана III совместно с псковичами совершили глубокий опустошительный рейд в Ливонию, вынудив фон дер Борха просить о мире.